# Palazzo della Cassa di Sovvenzioni ai costruttori
Il Palazzo della Cassa di Sovvenzioni ai costruttori, a volte citato come Casa Formenti, è un edificio ad uso abitativo e commerciale di Milano, situato in via Dante al civico 9.

## Storia e descrizione
Il palazzo fu realizzato nel 1891 all'apertura della via Dante su progetto dell'architetto Carlo Formenti. Appaltatore dell'edificio fu la Cassa di Sovvenzioni ai costruttori, già proprietaria del lotto su cui sorse il palazzo. La costruzione, i cui marmi bianchi della facciata contrastano col marmo rosso delle decorazioni, presenta una struttura decorativa molto usata nei palazzi del corso: il primo e terzo piano più decorati, mentre il secondo e il quarto piano presentano spartiti più poveri. Il primo piano presenta una lunga balconata e finestre con timpani curvilinei retti da colonne a candelabro, mentre il terzo presenta finestre con timpani triangolari spezzati. Le finestre del secondo e del quarto piano presentano modanature più semplici dette da paraste.